# Masevaux
Masevaux korábbi község Franciaországban, Haut-Rhin megyében. Lakosainak száma 3341 fő (2018. január 1.). Masevaux Lauw, Mortzwiller, Bourbach-le-Haut, Bourbach-le-Bas, Sickert és Rougemont-le-Château községekkel határos.
2016. január 1-jén Niederbruck korábbi községgel egyesült és az így létrejött Masevaux-Niederbruck új község része lett.

## Népesség
A település népességének változása:
| Lakosok száma | 3326 | 3385 | 3601 | 3267 | 3329 | 3255 | 3343 | 3863 | 3368 | 3341 |
|               | 1962 | 1968 | 1975 | 1990 | 1999 | 2008 | 2013 | 2016 | 2017 | 2018 |